# Klevbakken
Klevbakken este o localitate din comuna Løten, provincia Hedmark, Norvegia.